# María del Pilar López de Coca
María del Pilar López de Coca Castañar (Málaga, 1948) es una astrónoma española. Obtuvo su doctorado por la Universidad de Granada en 1986.
En el año 1973 se incorporó al Observatorio de Cartuja (Granada) y desde entonces ha colaborado intensamente en el desarrollo y fundación del Instituto de Astrofísica de Andalucía (IAA), hoy referente de la astronomía nacional conjuntamente con el Instituto de Astrofísica de Canarias (IAC).
Pilar López de Coca pertenece al grupo pionero de investigadores que pusieron en funcionamiento el Observatorio Astronómico del Mojón del Trigo (Sierra Nevada, Granada), que hoy pertenece a la Universidad de Granada, y posteriormente el Observatorio de Sierra Nevada del Instituto de Astrofísica de Andalucía. Gracias al esfuerzo y sacrificio de estos primeros pioneros hoy es posible contar con un centro de relevancia internacional como el Instituto Astrofísico de Canarias (IAA).
Además de entrenar como astrónomos observacionales a la primera generación de astrónomos profesionales que se han formado en el IAA, Pilar López de Coca ha realizado una labor investigadora notable siendo coautora de unas 100 publicaciones. Su campo de actividad ha sido siempre la astrofísica estelar, su contribución más destacable ha sido la determinación de la relación periodo-luminosidad-color para estrellas variables Delta Scuti.